# Retencija (pravo)
U rimskoj pravnoj tradiciji i u suvremenim građanskopravnim sustavima, retencija je pravo zadržaja i pridržaja (lat. ius retentionis) koje ovlašćuje vjerovnika da dužnikovu stvar, koju ima u svojim rukama, zadrži dok mu ne bude isplaćena tražbina. U hrvatskom obveznom pravu, vjerovnik je također ovlašten naplatiti se iz njezine vrijednosti na isti način kao založni vjerovnik.